# 김금일
김금일(金琴一, 1987년 10월 10일~)은 조선민주주의인민공화국의 은퇴한 축구 선수로, 과거 포지션은 공격수였다.

## 구단 경력
2005년 4.25체육단 입단 이후 2017년까지 12년간 한팀에서만 계속 활동했다.

## 국가대표팀 경력
조선민주주의인민공화국 U-20 대표팀 시절 2006년 AFC 청소년 축구 선수권 대회에서 4골을 터뜨려 팀의 통산 2번째 우승에 기여했고 이와 함께 대회 MVP에까지 선정되었다.
이후 2005년 동아시아 축구 선수권 대회 예선 대회에서 조선민주주의인민공화국 A대표팀 소속으로 국제 A매치 데뷔전을 치러 팀의 결승 대회 진출에 일조했고 2007년 12월 24일 열린 우즈베키스탄과의 킹스컵 2차전에서 A매치 데뷔골을 터뜨렸다.
그리고 2010년 FIFA 월드컵 본선에도 출전하여 브라질, 포르투갈과의 G조 조별리그 1·2차전에서 모두 교체 투입되었다.
뒤이어 조선민주주의인민공화국 U-23 대표팀의 일원으로 2010년 아시안 게임에 참가하여 팀의 8강 진출에 일조했고 그 후 북한 A대표팀으로 복귀하여 이듬해에 열린 2011년 AFC 아시안컵에 출전했지만 팀은 조별리그 탈락의 수모를 겪었다.

## 수상

### 국가대표팀
북한 U-20
- AFC U-20 아시안컵 : 우승 (2006)

### 개인
- AFC U-20 아시안컵 최우수선수 : 2006